# 鍾孔炤
鍾孔炤（1956年11月14日—），中華民國政治人物，民主進步黨籍，出生於屏東縣內埔鄉客家庄的客家人，曾任客家委員會副主任委員，父親鍾英輝歷任鄉代會主席及屏東縣議員。1979年考入中油林園廠，並於1988年參與台灣石油工會「七一五遊行」，帶動石油工會一分會的抗爭，成為林園廠最活躍的勞工領袖之一。2000年4月獲選高雄市產業總工會理事長，2004年1月接任全國產業總工會理事長，2005年10月出任高雄市政府勞工局局長，2007年7月出任高雄市政府客家事務委員會主任委員，2009年3月回任高雄市政府勞工局長。2015年名列民進黨推薦參與2016年中華民國立法委員選舉「全國不分區及僑居國外國民」立法委員第15名，並於2016年1月16日順利當選，2月1日宣誓就職。第九屆民進黨全國不分區立法委員，第1、2會期為社會福利及衛生環境委員會之委員，第3至8會期則轉戰司法及法制委員會，是客家族群、勞工事務專業背景，並代表苗栗縣山線發聲。鍾孔炤並於2019年獲選公督盟第九屆第七會期司法及法制委員會優秀立委。

## 早年勞工與工會生涯[4]
鍾孔炤在1979年考進中油林園廠之前，曾經投考青輔會海外青年服務隊，分發到沙烏地阿拉伯的工作，考量之後最後選擇留在台灣。而後考上「台灣省公路局嘉義站」的站務人員，直到1979年正式成為中油林園廠的勞工。
原先鍾孔炤安於穩定的勞工生活，熱愛棒球與壘球運動。甚至曾經代表中油參加經濟部國光盃慢速壘球賽。而後好打抱不平的個性，讓鍾孔炤走上了勞動權益爭取之路。1980年黨外雜誌盛行，鍾孔炤時常閱讀並交給輪班同事傳閱，加上常幫受到不合理待遇的同事講話爭取權益，逐漸成為主管眼中釘。
在台灣特殊的歷史脈絡之下，從國民政府撤退至台時期開始，台灣的工會一直屬於黨國把持的非自主性工會，帶有強烈的黨國進行社會控制功能。這樣的工會強調經濟秩序與順服雇主，而非爭取勞動條件。所有工會的籌組都由黨國策動，必然也為黨國服務，並不具「勞工代表性」的實質功能。1987年中油工會二分會康義益展開私下串連，籌畫總會改選與抗爭活動。爭取當時被國民黨把持的黨國工會自主化運動。康義益找到黃清賢與鍾孔炤進行高雄煉油廠與林園廠的串連行動，最後在1988年讓長年把持中油工會的資方於選舉失利，康義益成為第一個自主工會型態下選出的理事長。
康義益遂提出十大訴求，並偕同工會幹部積極運作「七一五遊行」。1988年七月十五日，中油工會由於當時薪水普遍低於民營企業發起「七一五遊行」，成為台灣戰後第一場大型勞工抗議事件，震驚全國。資方最後答應加薪達126%，並改善績效獎金欲各項福利，打下自主工會的群眾基礎。這也是鍾孔炤做為工會幹部的初試啼聲。後來中油工會陸續經歷1990年資方拒絕出借會所爭議、1992年「會員集體請假參加高普考」爭取輪班經貼抗爭等。
1997年中油資方片面壓低勞動條件，改變加班費計算方式。1998年石油工會決定發動「101不加班運動」爭取恢復加班費計算方式，動員會員在元旦時停爐休假，引發資方強烈打壓工會。威脅元旦不出席，勞工考績將被降等；甚至動用地方婦女會的中油員工家屬向家庭施加壓力等。因此12月13起，鍾孔炤多半睡在工會進行組織工作，公司認定鍾孔炤是首謀，威脅開除。但是中油林園廠勞工卻不畏打壓非常團結，12月26日資方出勤意願統計中，整個林園廠僅有3個員工同意配合資方於元旦出勤，其餘員工全部參與「不加班運動」。12月28日鍾孔炤固守在工廠持續組織勞工，配合即將來到的「元旦不加班運動」，勞方使三輕開始停爐，而四輕裂解區也逐漸受到影響，中油公司損失高達數千萬，終於願意重回談判桌。12月28日上午在台北市勞工局鄭村棋的調停之下，勞資達成協議，資方同意完全恢復加班費計算方式，中油工會勞方獲得勝利。

## 第九屆立法委員任內

### 推動法案

#### 提高特別休假
- 2016年9月13日，鍾孔炤提出之「勞動基準法第三十八條條文修正草案」 （页面存档备份，存于）經立法院一讀[6]。該提案擬提高勞工「特別休假」，特別針對年資滿三個月未滿一年者 ，提出給與特別休假4日，而針對年資一年以上之特別休假規定擬比照公務員。該提案優於當時年資未滿一年沒有特別休假之規定，也將整體特別休假給予基準調高。
- 該草案在提出時並不受到主管機關勞動部的支持，當時勞動部長郭芳煜表示：「勞動部目前沒有增加特休假的版本。」[7]
- 2016年12月6日，俗稱「一例一休」第一次修法的《勞動基準法》修法草案三讀通過，針對「勞動基準法第三十八條」修正為工作年資滿6個月就有3天特休，此外整體特別休假也調高。[8]

#### 增訂家庭照顧假
- 2017年3月21日，鍾孔炤提出之「性別工作平等法增訂第二十條之一條文草案 」 （页面存档备份，存于）經立法院一讀[9]。本草案參考日本「育兒、介護休業法」及國「公務人員留職停薪辦法」，增訂受僱者任職滿六個月後，若發生須親自照顧達連續二週以上之事由時， 得申請侍親照護留職停薪，該假最長以二年為限。
- 該法案目前尚未通過，仍待持續推動。

#### 推行《公益揭弊者保護法》
- 2017年9月22日，鍾孔炤所提出「公益通報者保護法草案」 （页面存档备份，存于）[10]經立法院一讀通過。2002年美國時代雜誌將安隆案（Enron）的Sherron Watkins、世界通訊案（WorldCom）的Cynthia Cooper、聯邦調查局的Coleen Rowley美國三位女性評選為風雲人物，並以吹哨者（The Whistle-blowers （页面存档备份，存于））[11]作為標題，自此之後吹哨者保護在國際社會漸漸是一個備受關注的議題。近年來，國內陸續發生違反國家安全、金融市場秩序、公司治理、環境保護、國土保育、衛生醫療、社會福利、食品衛生、消費者權益、勞動安全、政府採購等重大違法情事，法務部廉政署遂於2013年開始規劃揭弊保護範圍以公部門為主的草案，2019年廉政署正式將公部門與私部門兩種揭弊保護機制整合後向行政院提出「揭弊者保護法草案」 （页面存档备份，存于）[12]，並於同年5月10日送入立法院進行審查。
- 相較於內部組織外之一般民眾，組織內的內部人員居於知悉不法的最佳位置，對弊端之發生與經過有第一手之資料，若能主動揭發並及早發覺，將有效防制違法情事的發生，其揭弊功效超乎其他一般民眾。然而揭弊不是沒有代價，因內部人員屬於被揭弊者之部屬或員工，可能遭受解僱、降級、減薪等報復性之不利人事措施，故為了讓內部人員揭弊無後顧之憂，並藉由其揭弊，使人民生命、身體、健康、自由與財產等人權法益免受該等違法情事侵害，進而促使公部門或私部門組織以透明、公正、合法方式行使職務或為營利行為；或安定國民生活、增進公共利益及健全社會經濟發展。
- 兩者版本保護措施均以身分保密、人身安全保護、工作權保障（不利人事措施之禁止）為出發點加以設計。鍾孔炤所提出的版本中，另外又設置公益揭弊者保護官、建置公益揭弊者保護中心、新增人身安全即時保護措施及核發保護書之制度、明定懲罰性賠償金、罰則類型化，或對於派遣關係、志工、實習、承攬人所屬之內部人員等新型態複雜法律關係下的勞工，也得為揭弊者進行揭弊，並受法律之保護。目前相關法案審查進度已經進入黨團協商階段，然而為了避免造成黑函文化興起，又防免揭弊客體過於狹隘，導致部分揭弊者無法受到保護，鍾孔炤於司法及法制委員會審查中提議將「公益」兩個字納入法案名稱中[13]，將揭弊行為與公共利益有所關聯，故本草案名稱暫定為「公益揭弊者保護法草案」。

#### 倡議推動《勞動教育促進法》
- 2017年9月22日，鍾孔炤提出「教育部組織法第二條條文修正草案 （页面存档备份，存于）」。該草案將「勞動教育」列入教育部掌理之事項，與終身教育、社會教育、藝術教育、特殊教育、性別平等教育、公民素養等並列。開草案付委之後尚無排審，仍待持續推動。
- 2017年9月29日，鍾孔炤、吳思瑤、劉建國、林靜儀聯合召開「制定勞動教育專法」公聽會。各界對於透過落實「勞動教育」、向下扎根，進而改善勞動環境的方向有高度共識，也同意制定「勞動教育專法」，以避免相關部會見解差異過大，並期待台灣可以擺脫現有的勞動困境、邁向勞資關係健全發展的未來。教育部次長蔡清華表示，勞動教育如果中央主管機關是教育部，教育部要進到職場實施教育，也需要勞政單位配合，怎麼解決還需要討論。立委吳思瑤也表示，中央主管機關應該是勞動部還是教育部，的確是很大的難題，需要再討論。[14]
- 2018年3月16日，鍾孔炤提出之「勞動教育促進法草案」 （页面存档备份，存于）經立法院一讀[15]。領銜擬具草案的鍾孔炤說明立法五大目標：勞動教育向下扎根、勞動教育納入課綱、鼓勵大專院校開設勞動通識課程、深化在職勞工教育、要求雇主參加教育講習課程。[16]鍾孔炤認為要改善雇主法律遵循的問題，比起法律規定嚴刑峻法，都不如從根本教育著手讓勞動意識向下扎根來得有效。[16]
- 該法案目前尚未通過，仍待持續推動。《勞動教育促進法》雖獲得眾多立法委員與民間團體的支持[17]，然而卻在主管機關應該為「勞動部」還是「教育部」的問題上卡關。鍾孔炤表示：「勞工意識的教育被勞動部和教育部互相踢來踢去，到底是由誰主導，也牽扯到預算問題。」[18]

#### 推動完成《勞動事件法》
- 2018年4月20日，鍾孔炤所提出之「勞動事件法草案」 經立法院一讀通過 （页面存档备份，存于） （页面存档备份，存于）[9]，司法院也於同年9月21日提出「勞動事件法草案」 （页面存档备份，存于）[19]。兩者版本均鑑於我國勞工於勞資關係中，經常處於弱勢之一方，另外當前所採行的民事訴訟程序，勞工也是居於較不利之地位。例如：一般民事訴訟程序曠日廢時，而不符合勞工維持生計之強烈需求；或勞工因經濟上之弱勢，往往無力負擔裁判費或執行費；或相關證據偏在於資方，不利勞工舉證；或因無法即時有效保護權利，容易導致勞工救濟毫無實益。因此草案以妥適、專業、迅速、有效、平等處理勞動事件，並保障勞資雙方權益及促進勞資關係和諧，進而謀求健全社會共同生活為目的，使勞動事件之審判程序迅速化與審判專業化，減少勞工於訴訟進行上之障礙，並強化當事人自治解決爭議之功能，以解決過去勞工在訴訟上常陷於形式上看似平等但實質不平等的窘境。

- 鍾孔炤所提出的《勞動事件法草案》版本，與司法院提出的版本，共有六大不同之處[20]：包括「明定直轄市應設立勞動法院」、「讓『勞工保護團體』納入訴訟代理法人」、「勞工敗訴免繳裁判費」、「勞動事件調解程序免徵聲請費」、「引入勞動參審法官」、「企業併購納入假處分保全程序」等。
- 2018年11月9日，《勞動事件法》通過立法院院會二、三讀，完成立法。民進黨黨團在當天召開的記者會指出，該法禀持「迅速、專業、可負擔」的精神將能夠落實勞資爭訟公平化[21]。

### 推動地方建設

#### 爭取保留苗栗鐵路一村，推動設立火車頭園區
- 2016年，爭取保留：  苗栗火車站南側、通往苗栗鐵道文物陳列館必經的「鐵路一村台鐵宿舍」約有十間，興建於民國五十五、五十六年及五十九年間。風格包含了日治、戰後和六○年代等時期的建築，見證了苗栗鐵道發展及轉變過程，也是當地人共同的回憶。然而該速側廢棄多時充斥垃圾雜物、凌亂不堪。台鐵原計畫於2016年年底前完成拆除，引發關切。立委鍾孔炤於2016年10月底邀集客委會、文化部文資局、台鐵局及縣府文觀局及苗栗市官員進行會勘，並研商活化之道。會中達成保留共識，客委會並請苗縣府提出修繕計畫送審，後續再提出鐵路一村的活化計畫。[22]客委會副主委楊長鎮等人勘查時指出，台鐵跟客家的關係密不可分，有許多的客家子弟都在台鐵服務，客家跟台鐵的文化關係，是值得深入去發掘跟調查的，客委會也絕對願意支持即時性的搶修與後續的調查研究。鍾孔炤也在臉書粉絲專頁表示，「發展」不一定是需要大建設，尤其，在苗栗現在相對窘困的財政情況下，如何在既有的硬體中，揉入新觀念作為其乘載的軟體，才更能找尋到自身的定位，如此一來，也更顯可貴。[23]
- 2018年，爭取客委會先期補助810萬元：  「鐵路一村」一度面臨拆除命運，經立委鍾孔炤與苗栗縣政府努力，獲客委會810萬元經費補助，展開初期修繕工程，將鐵路一村現地保存並維持原有風貌，以期未來活化利用。[24]
- 2019年，爭取行政院加碼補助「苗栗鐵路一村計畫」總經費9億9千餘萬元，預計於112年10月完工   2019年4月19日行政院長蘇貞昌視察苗栗鐵路一村復甦計畫，對於縣府提報新台幣4500萬元經費允諾支持並加碼補助，但要求修正規劃內容，強化觀光效益[25]。2019年9月27日行政院蘇院長向立法院第9屆第8會期所提口頭施政報告指出[26]，行政院已於108年8月1日核定客委會研擬之「火車頭園區建置計畫」，總經費 9 億 9,038 萬 1,613 元，統包工程預計於108年11月底前完成發包，展示館於112年10月初完工。鍾孔炤在臉書粉絲專頁表示，苗栗是一個交會的城市，有山海的交會，有族群的交會，有鐵路與客家的交會，有青年與傳統的交會，有文化與自然的交會等，交會在這個園區，都可以成為實踐，並有機會成為將能量輻射到各鄉鎮的起點。[27]

### 問政表現與關注議題

#### 推動客語列為國家語言，問政倡議友善客語環境
- 2017年10月20日，鍾孔炤進行院會質詢，並與客委會主委李永得「全程以客語」對答。寫下立法委員「首度在院會全程以客語詢答」的歷史。[28]
- 2017年12月29日「客家基本法」三讀通過，客語正是列為國家語言。鍾孔炤以全程以客語發表感言，表示「客家基本法」的存在，不是為了對立，而是期待在未來，每個族群都能有自己的主體性，繼續繼續在這個土地上，共同生活，共同美好。[29]

#### 改善社工人員勞動權益
- 第五會期起多次質詢社工勞動權益，並且與高雄市社會工作人員職業工會、林靜儀委員辦公室合作，在2019年5月22日提臨時提案，要求衛福部落實《勞動基準法》第22條，建立積極薪資查核制度、補足社福資源。促成行政院於2019年9月12日拍板《建立社工專業人員薪資制度》，衛福部也於2019年8月起多次開會研議建立回捐查核制度。
- 第六、八會期提案要求衛福部針對長照C級據點和社區照顧關懷據點的無障礙設施進行加強。衛福將於2020年修正《建立社區照顧關懷據點輔導計畫》，將無障礙設施納入指標及訪視紀錄表，並建立獎懲評鑑機制。
- 第七會期提案修正《兒童及少年福利與權益保障法》第70-1條，社工在進行高風險兒少家庭訪視時，得要求警察先行強制進入案家，強制進行訪視保護兒童，並保護社工人身安全。
- 第八會期提案要求衛福部研議改善醫務社工薪資年資制度、建立統計資料、提高人力病床比。

#### 爭取監所管理員合理勞動條件
- 我國監所管理員戒護比長期以來居高不下，平均一位管理員須面對10名收容人，相較於鄰近的日本1:5.4、新加坡1:5.9，事故風險與勤務壓力相當懸殊。鍾孔炤委員於司法及法制委員會質詢法務部矯正署改善相關基層人員工作權益之問題，並於9月與台灣獄政工作權益促進會與台灣人權促進會舉行「監所管理員勤務法制化」公聽會[30]，並於108年度預算審查時要求矯正署進行實質改善計畫。

#### 關注公務人員安全及衛生防護機制，推動完備法制
- 警察、消防人員等執行職務，因其防護措施不足，因公殉職、受傷等。對於執行職務安全及衛生之特別防護措施，應有相應之規定，惟相關規定規範密度不足， 鍾孔炤分別於107年審查預算提出主決議要求就上述問題進行修正。108年2月至司法及法制委員會、內政委員會質詢關於相關辦法的問題。保訓會於108年7月提出相關再修正草案後。108年審查預算再次提出主決議關於(1)全面檢視各種類公務員之職業災害風險，尚未列入辦法第四節者，例如：監所管理員，進行草案修正之研議；(2)就新修正辦法不周延之部分，例如：缺乏第三方監督機制及基層向第三方申訴機制、專業職業病認定機制及職業災害認定量表、提升高風險公務員之長期追蹤健檢機制等進行建置，希冀完備相關法制，以維護高風險公務人員之工作權益。

#### 關注就業安全，推動補足雇用安定措施漏洞
- 2018年4月24日起與台灣勞工陣線召開「台灣積極性就業安全體系」系列公聽會。其中6月13日第二場次「『僱用安定措施』的虛與實：遙不可及的僱用安定政策」[31]，要求勞動部針對僱用安定措施進行修法，調降僱用安定措施比率，保障勞工在景氣震盪時的工作穩定。勞動部已於2019年修正《就業保險促進就業實施辦法》第5、6條，調降僱用安定措施門檻。

## 外部連結
- 鍾孔炤委員臉書 （页面存档备份，存于）
- 鍾孔炤 | 勞工，值得更好的instagram帳戶
- 立法院議事轉播鍾孔炤委員質詢合輯 （页面存档备份，存于）